# Sexbågig såghaj
Sexbågig såghaj (Pliotrema warreni) är en hajart som beskrevs av Regan 1906. Pliotrema warreni ingår i släktet Pliotrema och familjen Pristiophoridae. Inga underarter finns listade i Catalogue of Life.
Arten förekommer i havet vid södra och sydöstra Afrika framför Sydafrika och Moçambique. Den dyker till ett djup av 910 meter. Den största kända individen var 136 cm lång men enligt uppskattningar kan arten bli 170 cm lång. Könsmognaden infaller för hannar vid en längd av 83 cm och för honor vid 110 cm. Honor lägger inga ägg utan föder 5 till 17 levande ungar. De är vid födelsen cirka 35 cm långa. När besläktade såghajar lever upp till 15 år.
Några exemplar kan hamna som bifångst i fiskenät. Hela populationen anses vara stabil. IUCN kategoriserar arten globalt som livskraftig.